# オンラインソフトウェア
オンラインソフトウェア、あるいはオンラインソフトとは、パソコン通信やインターネットなどを通じて配布されるソフトウェアのこと（有料のものはダウンロード販売という）。多くの場合は「自分(制作者)がほしいから作った」ものであり、それを一般公開したものである。いわゆるPDS、フリーウェア、シェアウェアのたぐいを総称したものである。オンラインシステム用のソフトウェアでないことに注意。

## 配布方法

### ネットニュース
かつて（古くは大企業によるパソコン通信のサービス前）は、ネットニュースを用いて主にソースコードの状態での配布が広く行われていた。しかし、ネットニュースではソフトウェアの大規模化による伝送量の増大や、配送先にとって必ずしも必要でないソフトウェアまで配送されるという問題がった。

### パソコン通信
パソコン通信が主流の時代では、ソフトウェアの公開はニフティサーブのフォーラムや、PC-VANのSIG等を中心に公表が行なわれたことが多い。

### インターネット
インターネットの時代では、ウェブページやアプリケーションストアを中心に公開される。また、オンラインソフトを多数収録したいわゆるダウンロードサイトやFTPサーバなどが存在している。主なものは窓の杜、Vector、Ringサーバーなど。

## オフラインでの入手手段
コンピュータ関連雑誌の付録のCDやDVDなどに、その時点での最新版が収録される場合がある。ただし、あくまでもその収録版は「収録時点での」最新版であり、収録後の（時にはクリティカルな）パッチなどが当たっていない場合もある。
古い版を入手したいのにインターネット上でバージョンアップ版しか入手できなくなっていたり、ソフト自体の配布が中止されていたりすることがあるが、それらのソフトの合法的な入手手段として付録メディアが有効な場合がある。

## サポート状況など
多くの場合はドキュメント（おおよそ"readme.txt"などの名が付いたテキスト形式）、ヘルプ、ソースコードにサポート情報が記載されている。
一般的には、無料で利用できるものは、利用者責任の下で利用することになる。つまり、制作者は一切の責任を負わないとされる。
有料での利用の場合（シェアウェア）は、最低限のサポートは受けられる場合がある。その場合でも、相性に関するものは除かれることがある。
いずれの場合でも、制作者ウェブページの掲示板に書き込むなどすれば、他の利用者などからアドバイスをもらえることがある。また、利用者の提案を書き込めば制作者が取り入れてくれるかも、という楽しみがある。
ソフトウェアのソースコードを公開している場合、利用者自身が不具合の修正が可能である。また、その場合は開発者の一人として参加できる可能性もある。